# 大木正夫
大木 正夫（おおき まさお、1901年10月3日 - 1971年4月18日）は、日本の作曲家。

## 生涯
静岡県磐田郡中泉町（現磐田市）に生まれる。幼少期より尺八をたしなみ、県立静岡中学校（現・静岡県立静岡高等学校）から大阪高等工業学校（現・大阪大学）応用化学科を卒業。丸善工場に勤務するが、まもなく退職して長野県上田高女（現・長野県上田染谷丘高等学校）で教鞭をとる。やがて退職して上京し、石川義一に師事していたこともあったが、大半が独学で作曲を学んでいる。帝国音楽学校作曲科主任教授、作曲家連盟委員音楽文化協会常任理事、日本現代音楽協会の委員等に就いた。1962年、ソビエト連邦作曲家同盟の招きで間宮芳生と共に訪ソ。
戦前の作風は民族的でロマン主義的傾向が見られた。代表作である『5つのお話』『夜の思想』はワインガルトナー賞優等賞を受賞した。戦中は日本政府の要請により朝比奈隆と共に満州国へ渡り、交響詩『蒙古』は朝比奈と新京交響楽団により繰り返し演奏された。戦後は、戦中の体制に協力的であった自らの態度を自己批判し、信州の浅間温泉に10年ほど居を移した。同地で自責の念にかられて宗教的救済を求め、『古代彫刻に寄せる6つの前奏曲と終曲』(1948年)を発表した。その後は楽壇からは距離を置きひっそりと活動し、左派の政治的立場から、交響曲第5番『ヒロシマ』、カンタータ『人間をかえせ』、男声合唱曲『わだつみのこえ』、交響曲第6番『ベトナム』など反戦的な作品を残した。
早坂文雄は1942年の『音楽公論』第2巻第5号において、「大木正夫論」として大部の評論を書いた。その後1956年、富樫康は前述の早坂の評も踏まえて、大木作品について以下のように評している。
彼はまれにみる情熱の人であり主観的観念が強く、その理想主義、浪漫主義からは肉体的苦悩が生々と感じられて悲壮感を与える。こういった想念的世界は特に初期の作品に香しき夢として音化されているが、その後の作品においてはその上に一つの客観が生んだ芸術の民族的傾向が加わり、日本の古典の世界、万葉の世界、神話等より具体的素材を求めんとし、以前のドラマチックな作風よりネオクラシックな作風へと傾いてきた。
なお、夫人の大木英子（1919年-2008年）も作曲家である。

## 主要作品
作品リストの出典については「参考文献」の項を参照。ただし、資料によって記載が異なる情報は、出版年のより新しいものに準じた。初演は放送も含む。

### 管弦楽曲
| 作曲年  | 作品名                                                     | 編成                                | 初演                                                                                             | 備考 |
| ------- | ---------------------------------------------------------- | ----------------------------------- | ------------------------------------------------------------------------------------------------ | --- |
|         | 交響無言詩                                                 | Orch                                | 1930年、小松平五郎/国民交響楽団                                                                  | 大木が初めて発表した管弦楽曲 |
| 1929    | 第一交響詩『真実を苦悩するもの』                           | Orch                                | 1931年11月 大木正夫第1回作品発表会                                                               | |
| 1930    | 交響音詩『飢えたるもの』                                   | 3管Orch                             | 1931年11月 大木/賛助交響楽団                                                                     | 出版：世界音楽全集(春秋社) |
| 1931    | 第二交響詩『1931年の情熱』                                 | Orch                                | 1931年11月 大木正夫第1回作品発表会                                                               | |
| 1932    | 工場交響曲（交響曲第1番）                                  | 3管Orch                             | 1936年11月4日 日本現代作品発表会 大木/新響                                                       | 演奏時間：9分 打楽器として鉄板類を用いた未来派的な曲 |
|         | 交響曲第2番                                                |                                     |                                                                                                  | 1933年11月24日、大木/新響による演奏記録が存在 |
| 1933    | 農民交響曲（交響曲第3番）                                  | 3管Orch、混声合唱                   | 1933年11月24日 黎明作曲家同盟 秋季第2回演奏会 大木/新響/ヴォーカルフォア合唱団（「過去編」のみ） | 第1楽章 過去の農民 第2楽章 現在の農民 第3楽章 未来の農民 |
| 1933    | 交響曲第4番『信濃路』                                      | 3管Orch、独唱(SATB) 混声合唱        | 1933年11月24日 黎明作曲家同盟 秋季第2回演奏会 大木/新響/ヴォーカルフォア合唱団                   | 詞：北原白秋 演奏時間：26分 |
| 1934    | 組曲『五つのお話』                                         | 3管Orch                             | 1936年6月12日、大木/新響(改訂版の初演)                                                           | 演奏時間：11分 ワインガルトナー賞 出版：国際文化振興会 SPレコード(テイチク) |
| 1934    | 田園詩曲                                                   | 2管Orch                             |                                                                                                  | 演奏時間：7分 |
| 1935    | 炭鉱                                                       | 3管Orch                             | 1936年11月4日 日本現代作品発表会 大木/新響                                                       | 演奏時間：7分 |
| 1935    | 日本祝典序曲                                               |                                     |                                                                                                  | |
| 1936    | 太陽を孕む黎明 (海上労働者の記録)                          | 朗読、2管Orch                       |                                                                                                  | |
| 1937    | 夜の思想                                                   | 3管Orch                             | 1939年5月15日 ワインガルトナー賞入選曲披露演奏会 大木/新響                                       | 演奏時間：10分 ワインガルトナー賞 出版：国際文化振興会、新興楽譜出版社 |
| 1937    | 日本小品集                                                 | 3管Orch                             |                                                                                                  | 演奏時間：16分 |
| 1938    | 日本狂詩曲                                                 | 2管Orch                             | 1938年5月18日、大木/新響(放送)                                                                   | 演奏時間：15分 NHK委嘱、国民詩曲 |
| 1940    | 交響舞曲『羽衣』                                           | Vn、Timp、3管Orch                   | 1940年4月3日、大木/新響                                                                          | 演奏時間：51分 日本文化中央連盟委嘱、皇紀2600年奉祝曲 |
| 1941    | 組曲『南支那に寄す』                                       |                                     |                                                                                                  | |
| 1942    | 交響的行進曲『國民総進軍』                                 | Orch                                |                                                                                                  | 演奏時間：20分弱 SPレコードあり |
| 1942    | 交声曲『神々のあけぼの』                                   |                                     |                                                                                                  | 詞：大木惇夫 |
| 1943    | 序曲『みたみわれ』                                         | Orch                                | 山田和男(指揮)                                                                                   | 国民歌『みたみわれ』に基づく |
| 1944    | 交響詩『蒙古』                                             | 2管Orch                             | 1943年、大木/新京交響楽団                                                                        | 演奏時間：10分 満州国委嘱 |
| 1948    | 古代彫刻に寄せる6つの前奏曲と終曲                          | 3管Orch                             | 1948年、森正/N響                                                                                 | 演奏時間：50分 第1楽章 法隆寺にて、右金剛力士に寄す 第2楽章 百済観音に寄す 第3楽章 技楽面翁に寄す 第4楽章 救世観音(夢殿)に寄す 第5楽章 如意輪観音(中宮寺)に寄す 第6楽章 左金剛力士に寄す～終曲 |
| 1950    | 交響曲 ハ長短調                                            | 3管Orch                             |                                                                                                  | 演奏時間：35分 |
| 1953    | 交響曲第5番『ヒロシマ』 (旧題：原爆の図に寄する交響的幻想) | 3管Orch                             | 1953年、上田仁/東響                                                                              | 丸木位里/俊の『原爆の図』に基づく 演奏時間：40分 1953年度芸術祭奨励賞 出版：全音楽譜出版社 |
| 1961    | グランドカンタータ『人間をかえせ』第Ⅰ部                    | 3管Orch、独唱(SATB) 混声合唱        | 1961年12月、佐藤菊夫/東響 独唱：滝沢/成田/天野/小田 東京労音合唱団                               | 出版：カワイ出版 東京労音委嘱 |
| 1963    | グランドカンタータ『人間をかえせ』第Ⅱ部                    | 3管Orch、独唱(B) 混声合唱、児童合唱 | 1963年8月6日、上田仁/東響 独唱：小田清 東京労音合唱団/厚生年金児童合唱団                         | 出版：カワイ出版 東京労音委嘱 |
| 1966    | 田野三章                                                   | 2管Orch                             | 1966年3月18日、石丸寛/ABC響                                                                      | 東京労音委嘱 |
| 1966    | わかものの歌                                               | Pf、Orch                            | 1966年10月 大山さゆり(Pf)/横山千秋/労音オーケストラ                                              | 労音オーケストラ委嘱 |
| 1970/71 | 交響曲第6番『ベトナム』                                    | 3管Orch                             | 1970年8月、村川千秋/新星日響                                                                     | 出版：あゆみ出版社 東京労音委嘱 第1楽章 沖縄はともに斗う 第2楽章 ドン・ロック村 第3楽章 歌声は爆音を圧す 第4楽章 ヒロシマ＝ソンミ                                                              |

### 器楽曲、室内楽曲
| 作曲年 | 作品名                 | 編成       | 初演                                                                  | 備考                               |
| ------ | ---------------------- | ---------- | --------------------------------------------------------------------- | ---------------------------------- |
| 1929   | 組曲『断層』           | Pf         | 1934年5月12日 黎明作曲家同盟 第2回春季作品発表会 ジェームス・ダン(Pf) |                                    |
| 1932   | ローレライ幻想曲       | Pf         |                                                                       |                                    |
| 1932   | 関西風水害             | オルガン   |                                                                       |                                    |
| 1934   | 組曲『子供のおはなし』 | Pf         | 1934年5月12日 黎明作曲家同盟 第2回春季作品発表会 ジェームス・ダン(Pf) |                                    |
| 1934   | 組曲『自画像』         | Pf         | 1934年5月12日 黎明作曲家同盟 第2回春季作品発表会 ジェームス・ダン(Pf) |                                    |
| 1936   | 3人の舞踏の為の幻想曲  | Va, Vc, Pf |                                                                       |                                    |
| 1936   | ノクターン             | Pf         |                                                                       |                                    |
| 1936   | 6つの小品              | SQ         |                                                                       |                                    |
| 1936   | 夜の横顔               | Vn, Pf     | 1936年、鈴木鎮一(Vn)                                                  | 演奏時間：4分 出版：全音楽譜出版社 |
| 1936   | 小夜曲                 | Vn, Pf     | 1936年、鈴木鎮一(Vn)                                                  | 演奏時間：4分 出版：全音楽譜出版社 |
| 1947   | ピアノのための組曲     | Pf         | 1947年、黒沢愛子(Pf)                                                  | 演奏時間：17分 NHK委嘱             |

### 合唱曲
| 作曲年 | 作品名                           | 作詞者           | 編成                                    | 初演                                                                                        | 備考                                                  |
| ------ | -------------------------------- | ---------------- | --------------------------------------- | ------------------------------------------------------------------------------------------- | ----------------------------------------------------- |
| 1931   | 春の賛歌                         | 相馬御風         | 女声二部合唱、Pf                        |                                                                                             | 出版：文教楽譜                                        |
| 1931   | わかかえで                       | 百田宗治         | 女声二部合唱、Pf                        |                                                                                             | 出版：文教楽譜                                        |
| 1940   | 勇士の名を振うを慕う歌並びに短歌 | 大伴家持(万葉集) | 重唱、独唱、混声合唱、小Orch            | 1942年12月5日山田和男/新響 独唱:三宅春恵/千葉静子/木下保/藤井典明 日本放送合唱団/日本合唱団 | 演奏時間：16分                                        |
| 1940   | 防人の歌                         | 万葉集           | 重唱、独唱、混声合唱、小Orch            |                                                                                             | 演奏時間：9分                                         |
| 1962   | 道                               | 深尾須磨子       | 混声合唱、Pf                            | 1962年 木下保/CBC合唱団                                                                     | 出版：カワイ出版 CBC中央放送委嘱 1963年度芸術祭奨励賞 |
| 1965   | わだつみのこえ                   | 田辺利宏         | 重複男声合唱、Pf                        | 1965年12月12日 佐々木雄太/京都大学男声合唱団                                                | 出版：あゆみ出版社 京都大学委嘱                       |
| 1965   | あの人は帰ってこなかった         |                  | 朗読、混声合唱 ギター、打楽器、またはPf | 1965年7月19日 田中信昭(指揮)/鈴木光枝(朗読) 東京混声合唱団                                  | 出版：全音楽譜出版社 東京労音委嘱                     |

### 歌曲
| 作曲年  | 作品名                   | 作詞者                   | 編成                        | 初演                                                                                 | 備考                                                    |
| ------- | ------------------------ | ------------------------ | --------------------------- | ------------------------------------------------------------------------------------ | ------------------------------------------------------- |
| 1923    | かなかな蝉               | 北原白秋                 | 独唱、Pf                    |                                                                                      | 出版：赤い鳥出版社 赤い鳥推薦曲入賞                     |
| 1927-31 | 寂心集                   | 北原白秋 柳沢健 小野忠孝 | BarまたはS、2管OrchまたはPf | 1931年1月11日 照井詠三(独唱)/大木正夫(指揮)                                          | 出版：世界音楽全集(春秋社) 第1曲 夜 第2曲 秋 第3曲 墓場 |
| 1931    | からまつの               | 北原白秋                 | 独唱、1管OrchまたはPf       |                                                                                      | 出版：世界音楽全集(三京社)                              |
| 1931    | 漣は                     | 北原白秋                 | 独唱、1管OrchまたはPf       |                                                                                      |                                                         |
| 1931    | 門口                     | ツルゲーネフ             |                             |                                                                                      |                                                         |
| 1933    | 新聞記者                 | 清水暉吉                 | Bar、Pf                     | 1934年5月12日 黎明作曲家同盟 第2回春季作品発表会 照井詠三(独唱)/ジェームス・ダン(Pf) |                                                         |
| 1933    | 夕暮                     | 田中令三                 | T、1管OrchまたはPf          |                                                                                      | 出版：世界音楽全集(春秋社)                              |
| 1939    | 挽歌2首                  | 万葉集                   | S、弦楽合奏、太鼓           |                                                                                      | 演奏時間：8分                                           |
| 1939    | 朝ごとに                 | 万葉集                   | S、Pf                       |                                                                                      | 演奏時間：8分                                           |
| 1942    | 海                       | 笹川臨風                 | 重唱とOrchを伴う独唱曲      |                                                                                      | 演奏時間：7分 原曲：大倉喜七郎                          |
| 1942    | 兵の顔                   | 不明                     | Bar、Pf                     |                                                                                      | 演奏時間：2分                                           |
| 1947    | 小曲                     | 生田長江                 | S、Pf                       |                                                                                      | 出版：世界音楽全集 (音楽之友社)、白眉創作歌曲集         |
| 1947    | わたくしのなげきにあらず | はやしよしお             | S、Pf                       | 1947年、関鑑子(独唱)                                                                 | 出版：世界音楽全集 (音楽之友社) 関鑑子の委嘱            |
| 1950    | せきれい                 | 北原白秋                 | S、混声合唱                 | 1950年、浅野千鶴子(独唱)                                                             | 出版：世界音楽全集 (音楽之友社)                         |

### 映画音楽
- 信濃風土記より 小林一茶 （1941年、東宝、亀井文夫監督）
- 珠江 （1941年、藝術映画社）
- 大村益次郎（1942年、新興キネマ、森一生監督）
- 華やかなる幻想（1943年、大映、佐伯幸三監督）
- セレベス（1944年、日映、秋元憲監督）
- 生活の樹（1947年、大映、森一生監督）
- 手をつなぐ子等（1948年、大映、稲垣浩監督）
- 狙われた女（1948年、大映、森一生監督）
- ひろしま（1949年、GHQにより公開禁止された原爆の記録映画）
- 芭蕉の生涯（1949年、東宝教育映画）
- また逢う日まで（1950年、東宝、今井正監督）
- せきれいの曲（1951年、東宝、豊田四郎監督）
- 箱根風雲録（1952年、山本薩夫・楠田清・小坂哲人監督）
- 山びこ学校（1952年、今井正監督）
- 思春期（1952年、東宝、丸山誠治監督）
- 姉妹（1955年、中央映画、家城巳代治監督）
- こころ（1955年、日活、市川崑監督）
- こぶしの花の咲く頃（1956年、独立映画、家城巳代治監督）
- 純愛物語（1957年、東映、今井正監督）
- 赤い陣羽織（1958年、歌舞伎座、山本薩夫監督）
- キクとイサム（1959年、大東映画、今井正監督）
- 暴れん坊大将（1960年、木村荘十二監督）
- 鉄道開通88周年記念映画 日本の動脈（1960年、東映、大山年治監督）
- ベトナム（1969年、「ベトナム」製作実行委員会、山本薩夫監督）

## 著作
- 作曲法とその実際（1947、新興音樂出版社）
- みんなの作曲法 (1964、音楽センター)
- われらの音楽 (1967、あゆみ出版社)
- うたごえは爆音を圧す - 音楽家のベトナム報告（1970年、あゆみ出版社）